# 帰らざる旅路
『帰らざる旅路』（かえらざるたびじ）は、1979年1月23日から同年4月17日まで日本テレビ系列の『火曜劇場』（毎週火曜22:00 - 22:54）の枠で放送されたテレビドラマ。全13話。

## 内容
本作は『心の旅路』より続く、佐久間良子主演の『女の旅路シリーズ』第三作。音楽大学出身で楽器会社のOL・結城玲子は、津上吾郎との挙式を二か月後に控え、幸せの最中にあった。しかし、羽田空港へ出張先から帰って来る吾郎を迎えに車を走らせていた途中、対向車と正面衝突。相手の車に乗っていた桂木芳枝が死亡、芳枝の夫・信吉は重傷、息子の亮は無事だった。玲子はこれからの人生を償いのために捧げると決心して莫大な賠償金を受け入れ、その弁済のために昼は会社、夜はサパークラブのエレクトーン奏者としてひたすら働くことになった。そしていつしか吾郎は玲子の元から去り、婚約も破算となった。それから10年経ったある夜、そのサパークラブに一人の酔った青年が現れ、その青年に仲間が「桂木亮」と名前を呼んだ。その瞬間、玲子は慄然とする。亮は医学生となり、大学教授の娘との婚約が決まって将来を約束されていた存在だったが、その婚約が打算的だったことに気付き、亮は自己嫌悪になって毎日が荒れ気味になっていた。玲子と亮はこのような形で再会したが、亮の父・信吉から、亮の結婚資金として200万円を迫られ、更に夜のクラブ勤めを玲子の上司の友人で南州産業の専務・滝川に見られてしまう。「会社には内密に…」と玲子は懇願したが、滝川はこれを受け入れる代わりの条件として、自分の秘書としてスイスの合弁会社に出向することを言い渡された。そして玲子は心ならずながら滝川とスイスで結婚するが、玲子の後を追って来た亮とそのスイスで会い、二人は愛の逃避行を約束して玲子は滝川の元から去ろうとする…。玲子と亮を中心に、二人が互いの過去・立場・苦難を乗り越えて真実の愛を通していくその姿を描いていった。

## キャスト
- 結城玲子：佐久間良子
- 桂木亮：古谷一行
- 津上吾郎：横内正
- 桂木信吉：小松方正
- 桂木芳枝：池田道枝
- 滝川：佐分利信
- 陽子：南風洋子 - 札幌の店「ロビン」の主人
- 浩平：岸部一徳
- 悟：岡村清太郎 - 浩平の弟
- 山村教授：千秋実
- 山村亜由美：岡まゆみ - 山村の娘
- 山村房代：大鹿次代 - 山村の妻
- 大村：剣持伴紀 - 滝川の秘書
- 松田冴子：水原英子 - 大村のかつての恋人
- 大原：桑山正一
- 水島彩子（現・奈良富士子）
- たうみあきこ（第7話ゲスト）
- ロベール：ヤン・エリック（第7話・第8話ゲスト）
- 嶋めぐみ（第11話ゲスト）
- 三上（亮の同僚）：山本紀彦（第13話ゲスト）

## スタッフ
- 企画：山本時雄
- 脚本：寺内小春（第1話～第10話）、渋谷正行（第11話）、安本莞二（第12話・第13話）
- 演出：野末和夫（第1話・第4話～第13話）、嶋村正敏（第2話・第3話）
- 制作：日本テレビ

## 主題歌
『愛の残照』 歌：水島彩子（作詞：MIZUSHIMA SAIKO、作曲：桑原研郎、発売：CBSソニー）